# C-440
C-440 es el nombre de la antigua carretera comarcal que comunicaba Chipiona con Los Barrios, pasando por Jerez de la Frontera. Se sitúa en la provincia de Cádiz y es conocida como la carretera vieja de Los Barrios.
Actualmente, en su tramo entre Chipiona y Jerez, ha sido desdoblada para conformar la autovía A-480, finalizada en el año 2008. Entre Jerez y Los Barrios cumple las funciones de vía de servicio de la nueva A-381, que sigue parcialmente su recorrido. Su nombre ha sido cambiado a C-440a, y entre la salida 82 de la autovía A-381 y el cruce con la carretera CA-9207 tiene el nombre de A-381R4.

## Lugares de interés
En el kilómetro 7.70 se puente sobre el arroyo Bintrago, del siglo XIX.